# Giovanni Maria Cecchi
Giovanni Maria Cecchi, másként Giammaria Cecchi [ejtsd: csekki] (Firenze, 1518. március 15. – Firenze, 1587. október 28.) olasz költő és drámaíró.

## Élete
Városi nótárius volt, s e mellett kereskedéssel is foglalkozott. Színdarabjaiban, mint a XVI. század majdnem összes olasz írói, ő is a régi latin komédiát utánozta nemcsak a cselekvény, hanem a jellemek tekintetében is. Mindazonáltal darabjaiban a korabéli firenzei élet rajzaival is bőven találkozunk, s ez valamint tiszta toszkánai stílusa még az utánzatokat is becsesekké teszi. De vígjátékainál fontosabbak ama misztériumai (sacre rappresentazioni), melyekben ezt a műfajt számos profán vonás belekeverése által közelebb vitte a mindennapi élethez. Modern tipusokat is vitt a bibliai személyek közé, sőt gyakran annyira modernizálta meséjét, hogy néha, mint pl. a Tékozló Fiúban (Il figliuol prodigo) éppen csak a darab címe emlékeztet a szentírásra. Cecchi rendkívül termékeny és gyorsan dolgozó író volt; némely darabját – 95-öt irt – négy-öt nap alatt bevégezte. A legjobbak: La Dote, La Stiava, La Moglie, I Rivali, La Maiana, L'Assinolo.